# 亀川雅人
亀川 雅人（かめかわ まさと、1954年11月 - ）は、日本の経済学者。博士（経営学）（立教大学・論文博士）。立教大学経営学部経営学科（大学院ビジネスデザイン研究科）教授、ビジネスデザイン研究科委員長、ビジネスクリエーター創出センター長、文京学院大学副学長兼大学院経営学研究科特任教授を経て、文京学院大学大学院福祉医療マネジメント研究科（専門職大学院）特任教授・研究科委員長（2024年4月‐）、立教大学名誉教授（2020年4月-）、サンネクスタグループ株式会社社外取締役（2020年7月‐）。東京都出身。

## 経歴
- 1980年4月 東京交通短期大学 専任講師
- 1985年4月 助教授
- 1988年4月 獨協大学経済学部 専任講師
- 1989年4月 助教授
- 1994年4月 立教大学経済学部経営学科 助教授
- 1995年4月 経済学部経営学科 教授
- 2002年4月 ビジネスデザイン研究科 教授
- 2006年4月 立教大学経営学部経営学科 教授
- 2018年7月 立教学院評議員
- 2018年7月 立教学院理事
- 2020年3月 立教大学退職
- 2020年4月 立教大学名誉教授
- 2020年4月 文京学院大学副学長兼大学院経営学研究科特任教授
- 2020年7月 サンネクスタグループ株式会社社外取締役
- 2024年4月文京学院大学専門職大学院福祉医療マネジメント研究科特任教授・研究科委員長

日本経営学会、日本経営教育学会、経営行動研究学会、日本経営分析学会、日本経営ディスクロージャー研究学会、日本財務管理学会、経営哲学学会、日本経営財務研究学会、日本経営会計学会などの会長・副会長・理事・常任理事・評議員等を歴任

## 著書

### 単著・単編
- 幻想の資本コスト経営ー株式会社の人的資本と利潤の意味論ー  創成社 2024 （単著書）
- 合理的な経済人と風を読む投資家ー時間の流れる市場が織りなす物語ー  文眞堂 2021（単著書）
- 経営学って何か教えてください！ーマネジメント・ジャングルを彷徨うー  創成社 2020 （単著書）
- 株式会社の資本論　中央経済社　2018　（単著書）
- ガバナンスと利潤の経済学　創成社　2015　（単著書）
- 大人の経営学　創成社　2012　（単著書）
- ファイナンシャル・マネジメント　学文社　2009　（単著書）
- 10代からはじめる株式会社計画　創成社　2008　（単著書）
- 企業価値創造の経営 学文社 2007 （単編著書）
- 医療と企業経営 学文社 2007（単編著書）
- 資本と知識と経営者 創成社新書 2006 221（単著書）
- ビジネスクリエーターとホスピタリティ 創成社 2006 227（単編著書）
- ビジネスクリエーターと人材開発    創成社  2005  208（単編著書）
- ビジネスクリエーターと企業統治    創成社  2005  216（単編著書）
- ビジネスクリエーターと企業価値    創成社  2004  252（単編著書）
- 入門 経営財務 新世社 2002 309（単著書）
- 演習 経営学 新世社 2001 252（単編著書）
- 新版 企業財務の物語 中央経済社 1998.4 183（単著書）
- 日本型企業金融システム ―日本的経営の深淵 ― 学文社  1996  189（単著書）
- 企業資本と利潤 ―企業理論の財務的接近―第2版 ［第2版］中央経済社 1993 241（単著書）

### 共著・共編
- 市場とイノベーションの企業論　中央経済社　2020年（共編著書）
- リハセラピストのためのやさしい経営学　南江堂　2020年（共編書）
- CSRと企業経営 学文社 2007（共編著書）
- ビジネスクリエーターとビジネスデザイン 創成社  2006  195（共編著書）
- 入門現代企業論  高岡美佳、山中伸彦  新世社  2004  323（共著書）
- 入門 経営学（第二版） 鈴木秀一 新世社 2003 334（共著書）
- 入門 マーケティング  有馬賢治  新世社  2000  233  （共著書）
- 入門 経営戦略 松村洋平 新世社 1999 241（共著書）